# 五一路街道 (平顶山市)
五一路街道，是中华人民共和国河南省平顶山市卫东区下辖的一个乡镇级行政单位。

## 行政区划
五一路街道下辖以下地区：
河西社区、康复街社区、繁荣街社区、铁路新村社区和五一路社区。